# Fevdalna posest
Fevdalna posest je posest, ki je bila predmet fevdnega razmerja med seniorjem, ki je posest podelil v fevd, in vazalom, ki je fevd skupaj z zemljiščem prejel, obenem pa je bila predmet fevdalnih odnosov med fevdalci in tlačani Ker je bila v fevdalizmu poljedelstvo najpomembnejša gospodarska dejavnost, zemlja pa najpomembnejše proizvodno sredstvo, je bila fevdalna posest v bistvu zemlja, včasih pa so bile s fevdom povezane tudi prometno-tržne dajatve. Fevdalna posest je pogosto bila kar prava država v državi, kjer je oblastnik gospodaril neovirano in samovoljno, ne da bi se oziral na višjo državno oblast.